# Kalyssa van Zanten
Kalyssa van Zanten (Buffalo Grove, 2001. augusztus 25. –) amerikai születésű jamaicai női labdarúgó. A Notre Dame Egyetem női csapatának támadója.

## Pályafutása

### Klubcsapatokban
2018-ban a Központi Főcsoportban bekerült az év csapatába Eclipse Select játékosaként.
A Notre Dame Fighting Irish csapatát tanulmányai kezdete óta erősíti.

### A válogatottban
Az amerikai csapat legjobbjaként 5 meccsen 7 találatot szerezve nyerte meg 2016-ban a 15 éven aluliak számára megrendezett Aranykupát.
2017 májusában első alkalommal válogatták be az U17-es amerikai nemzeti csapatba.
Trudi Carter cseréjeként 2022. február 18-án mutatkozott be a Jamaicai válogatottban, a Bermuda elleni világbajnoki-selejtező mérkőzésen.
A 2022-es Aranykupán négy mérkőzésen lépett pályára, és Costa Rica ellen, a hosszabbításban szerzett góljával biztosította be Jamaica harmadik helyét.

## Sikerei

### A válogatottban
- Aranykupa bronzérmes (2): 2022[7]

## Statisztikái

### A válogatottban
2022. július 19-el bezárólag
| Jamaica színeiben szerzett góljai | Jamaica színeiben szerzett góljai | Jamaica színeiben szerzett góljai | Jamaica színeiben szerzett góljai | Jamaica színeiben szerzett góljai | Jamaica színeiben szerzett góljai | Jamaica színeiben szerzett góljai | Jamaica színeiben szerzett góljai |
| --------------------------------- | --------------------------------- | --------------------------------- | --------------------------------- | --------------------------------- | --------------------------------- | --------------------------------- | --------------------------------- |
|                                   |                                   |                                   |                                   |                                   |                                   |                                   |                                   |
| Gól                               | Dátum                             | Helyszín                          | Ellenfél                          | Találat                           | Eredmény                          | Esemény                           | Forrás                            |
| 1                                 | 2022. július 19.                  | Estadio BBVA, Guadalupe, Mexikó   | Costa Rica                        | 1–0                               | 1–0                               | 2022-es CONCACAF-aranykupa        | [ 8 ]                             |

## Magánélete
Édesapja holland származású amerikai állampolgár, édesanyja jamaicai születésű. Húga Amelia van Zanten szintén tehetséges labdarúgó.